# Listă de ingineri membri ai Academiei Române
Aceasta este o listă de ingineri membri ai Academiei Române.

## Membri titulari
- Ioan Anton (1924-2011), din 1974
- Constantin I. Aramă (1919-2003), din 1991
- Aurel Avramescu (1903-1985), din 1963
- Alexandru T. Balaban (n. 1931), din 1990
- Dorel Banabic (n. 1956), din 2015
- Mihail Viorel Bădescu (n. 1953), din 2017
- Ștefan Bălan (1913-1991), din 1963
- Aurel A. Beleș (1891-1976), din 1963
- Ion-Gheorghe Boldea (n. 1945), din 2016
- Constantin Budeanu (1886-1959), din 1955
- Elie Carafoli (1901-1983), din 1948
- Henri Coandă (1886-1972), din 1970
- George (Gogu) Constantinescu (1881-1965), din 1965
- Virgiliu N. Constantinescu (1931-2009), din 1991, președinte al Academiei între 1994-1998
- Paul Dan Cristea (1941-2013), din 1991
- Dan Dascălu (n. 1942), din 1993
- Paul Gh. Dimo (1905-1990), din 1990
- Constantin N. Dinculescu (1898-1990), din 1990
- Dan Dubină (n. 1950), din 2015
- Florin Gheorghe Filip (n. 1947), din 1999
- Ion S. Gheorghiu (1885-1968), din 1952
- Victor Giurgiu (n. 1930), din 2009
- Cristea Mateescu (1894-1979), din 1974
- Dan Mateescu (1911-2008), din 1974
- Nicolae Panin (n. 1938), din 2015
- Remus Răduleț (1904–1984), din 1963
- Anghel Saligny (1854-1925), din 1897, președinte al Academiei între 1907-1910
- Bogdan Simionescu (1948-2024), din 2009
- Cristofor I. Simionescu (1920-2007), din 1963
- Ionel Valentin Vlad (1943-2017), din 2006, președinte al Academiei între 2014-2017
- Andrei Țugulea (1928-2017), din 1999

## Membri corespondenți
- Ion S. Antoniu (1905-1987), din 1963
- Constantin Avram (1911-1987), din 1963
- Sergiu Chiriacescu (1940-2010), din 1999
- Dan Cristea (n. 1951), din 2015
- Emanuel Diaconescu (1944-2011), din 1990
- Gheorghe Manea (1904-1978), din 1963
- Liviu Marșavina (n. 1964), din 2018
- Alexandru Morega (n. 1955), din 2012
- Sergiu Nedevschi (n. 1951), din 2016
- Radu Emil Precup (n. 1963), din 2018
- Eugen Victor Cristian Rusu (n. 1957), din 2018
- Ștefan Staicu (n. 1940), din 2016
- Tudor Tănăsescu (1901–1961), din 1952
- Ladislau Vékás (n. 1945), din 2012
- Dorel Zugrăvescu (1930-2019), din 1991

## Membri de onoare
- Marius Guran (1936-2019), din 2011
- Panaite Mazilu (1915-2015), din 1993
- Nicolae Noica (n. 1943), din 2019
- Mircea Petrescu (n. 1933), din 2006
- Dumitru Prunariu (n. 1952), din 2011
- Florin-Teodor Tănăsescu (n. 1932), din 2021
- Nicolae Țăpuș (n. 1949), din 2019
- Traian Vuia (1872-1950), din 1946

## Membri de onoare din străinătate
- Adrian Bejan (n. 1948), din 2011
- Constantin Bulucea (n. 1940), din 2001
- Dan Frangopol⁠(en)[traduceți] (n. 1946), din 2017
- Petre Stoica (n. 1949), din 1991

## Membri aleși post-mortem
- Aurel Vlaicu (1882-1913), ales post-mortem în 1948